# Le Fils prodigue parmi les pourceaux
Le Fils prodigue parmi les pourceaux est une gravure sur cuivre au burin datée de 1496, de l'artiste de la Renaissance allemande Albrecht Dürer (1471-1528).

## Histoire
La gravure est l'un des premiers grands-chefs-œuvre au burin de Dürer, sans doute exécuté dans la foulée du Pourceau monstrueux de Landser. Plusieurs dessins témoignent d'une préparation soignée : le sanglier du carnet d'esquisses de Dresde, la figure du fils prodigue de Boston, le taureau dont on ne voit que l'arrière-train de Chicago et la composition générale du British Museum.

## Iconographie
Cette image est la parabole de l'Évangile selon Luc sur le retour du fils d'un père aimant, qui, après avoir dilapidé au loin son héritage, est condamné à garder les cochons et à faire pénitence.

## Diffusion
Cette image fut célébrée et largement diffusée, notamment en Italie, par Giorgio Vasari, qui fit part de l'admiration de Raphaël pour Dürer, qui fut sans doute sensible au pittoresque et à l'émotion qui se dégagent de ce burin à la technique magistrale. Raphaël s'en inspire pour ses Deux enfants nus montés sur des sangliers jouant à la lance en présence de six autres enfants nus.